# Muralla de Darnius
Muralla de Darnius és una obra gòtica de Darnius (Alt Empordà) inclosa a l'Inventari del Patrimoni Arquitectònic de Catalunya.

## Descripció
A l'entorn de l'església parroquial encara observem algunes restes del que fou el recinte fortificat medieval. La construcció posterior de cases adossades a la muralla ha estat una de les causes que han provocat la desaparició de llenços de la fortificació (alguns segurament incorporats a les estructures d'aquestes construccions). A la banda de migdia del recinte encara es conserva, encara que molt transformada, la porta d'entrada, avui pas únic per accedir a la plaça de l'Església. Aquesta porta és un passadís cobert amb una llarga volta, en part de canó en part d'arestes. En els murs laterals s'hi veuen alguns carreus escairats, únics vestigis de la construcció medieval que romanen al descobert. La fortificació de l'església en el segle xvii o XVIII ens permet intuir que en aquests segles el recinte emmurallat encara devia conservar-se per afrontar qualsevol contingència bèl·lica.